# Zeremonialschwert (Essen)

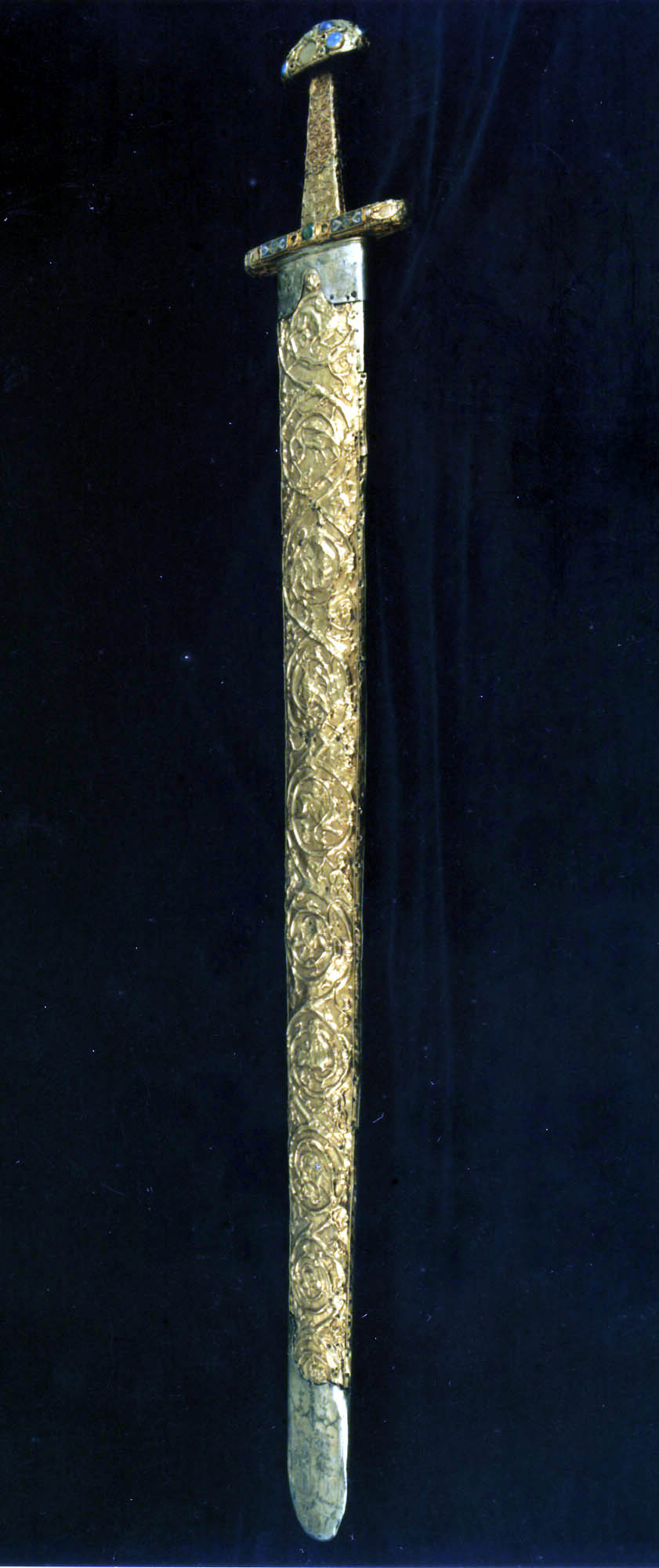
Das Zeremonialschwert des Essener Domschatzes

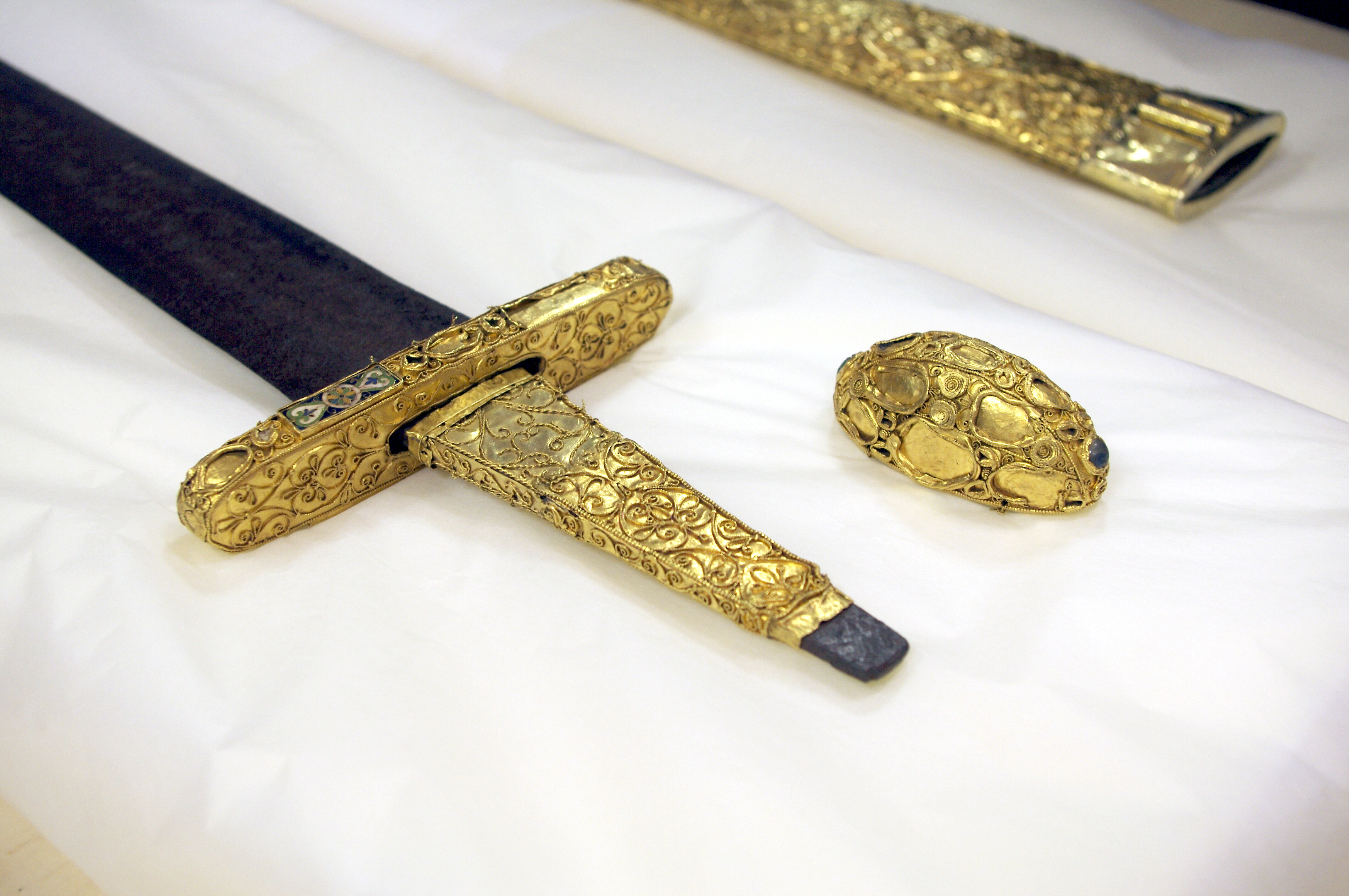
Nahaufnahme des Griffs mit abgenommenem Knauf

Das Schwert des Essener Domschatzes, häufig als Richtschwert der Heiligen Cosmas und Damian bezeichnet, war das Zeremonialschwert der Äbtissinnen des Damenstifts Essen. Es handelt sich um ein kunsthistorisch wie schmiedetechnisches Einzelstück, das zudem für die Stadt Essen stadtgeschichtlich bedeutend ist. 
Das aus der Zeit der Ottonen stammende Schwert, das heute in seiner goldbeschlagenen Scheide in der Essener Domschatzkammer ausgestellt ist, wurde 1988 in einem Forschungsprojekt unter Leitung des damaligen Essener Domkapitulars Alfred Pothmann fachübergreifend untersucht. Bei diesen Untersuchungen wurden umfangreiche Erkenntnisse zur Schmiedetechnik und zur Geschichte des Schwerts gewonnen.

## Geschichte
Das Schwert gelangte wahrscheinlich 993 als Geschenk des späteren Kaisers Otto III. an das Stift Essen. Der Besuch Ottos III. im Stift Essen, dem seine Verwandte Mathilde vorstand, stand nach neuerer Forschung vermutlich im Zusammenhang mit der Einrichtung einer Memorialstiftung für Otto II., zu der auch der nicht mehr erhaltene goldene Schrein des Hl. Marsus gehörte. Nach der Essener Überlieferung gelangte bei dem Besuch auch die Krone der Goldenen Madonna nach Essen. Die Umstände der Schenkung wie auch die Herkunft des Schwerts scheinen bereits früh in Vergessenheit geraten zu sein. Zeugnisse aus der Frühzeit der Stiftsgeschichte über die Verwendung des Schwerts gibt es nicht. Das Essener Liber Ordinarius aus dem 14. Jahrhundert, das die sakrale Verwendung der Gegenstände des Essener Stiftsschatzes dokumentiert, erwähnt das Schwert nicht. Hieraus wird geschlossen, dass es zu dieser Zeit noch nicht als Reliquie angesehen wurde. 
Gegen Ende des 15. Jahrhunderts war der weltliche Ursprung des Schwerts vergessen, man glaubte nunmehr, das Schwert sei eine Reliquie, nämlich das Richtschwert der im 3. Jahrhundert hingerichteten Stiftspatrone Cosmas und Damian. Dieses ergibt sich aus der Inschrift Gladius cum quo decollati fuerunt nostri patroni („Das Schwert mit dem unsere Patrone enthauptet wurden“) und den auf den spätgotischen Ausbesserungen des Scheidenmundblechs (der Einfassung der Öffnung der Schwertscheide) eingravierten Figuren der beiden Heiligen. Das Reliquienverzeichnis des Essener Stifts vom 12. Juli 1626 verzeichnet das Schwert unter der Nr. 55 als Gladius sanctorum Cosmae et Damiani. Als Reliquie wurde das Schwert auch bei Prozessionen mitgeführt, die Beschädigungen an dem Schwert stammen hauptsächlich aus dieser Zeit. 
Schwerter galten bereits im frühen Mittelalter in Anlehnung an eine Bibelstelle (Römer 13,4 ) als Herrschaftssymbol und Symbol der Obrigkeit. Möglicherweise ließen sich die Äbtissinnen schon im hohen Mittelalter das Schwert in ähnlicher Weise als Herrschaftszeichen vorantragen wie die Kaiser das Reichsschwert, Belege dafür fehlen. Das Schwert gelangte jedoch zu einer Zeit nach Essen, als das Stift mit den Äbtissinnen Mathilde, Sophia und Theophanu Verwandte der ottonischen Kaiserfamilie regierten. Gerade Theophanu verwandte viel Energie auf die Ausschmückung des Stifts mit Prachtobjekten wie dem Theophanu-Evangeliar und die Einführung entsprechender Riten. Dazu dürfte auch das Vorhertragen des Schwerts gehören, das sie vermutlich aufgrund ihrer kaiserlichen Abstammung als Herrschaftsinsignie beanspruchte. Diesen Brauch führten ihre nicht mehr mit dem Kaiserhaus verbundenen Nachfolgerinnen weiter. Als man diesen Brauch nicht mehr mit dem Rechtsstand der Äbtissin verbinden konnte, verschob sich die Bedeutung vom Rechtssymbol zur Reliquie. Mit Sicherheit wurde das Schwert im Spätmittelalter der Fürstäbtissin als Symbol der Herrschaft vorangetragen, dieses berichtet, ohne weitere Details mitzuteilen, der Essener Kanoniker Wirich Hiltrop († 1617), der die Herausgabe einer Geschichte des Essener Stifts vorbereitete und dessen Notizen erhalten sind. Nach Hiltrop, der den Reliquiencharakter des Schwerts anzweifelte, ging der Brauch, der Äbtissin das Schwert voranzutragen, in den Wirren der Reformationszeit unter. Im 18. Jahrhundert wurde der Brauch, der Äbtissin bei festlichen Anlässen das Schwert voranzutragen, wieder aufgenommen und bis zur Aufhebung des Stifts ausgeübt. Beim festlichen Einzug der letzten Essener Äbtissin Maria Kunigunde von Sachsen schritt dieser der Hofmarschall mit dem Schwert in der Hand voran. 

Das Essener Stadtwappen mit dem Schwert

Der Glaube an das Schwert als Reliquie war in Essen tief verwurzelt. Das Schwert fand Aufnahme auf das 1473 erstmals nachgewiesene Briefsiegel der Stadt Essen wie auch auf die 1483 gegossene Ratsglocke. Trotz der Einführung der Reformation durch den Rat der Stadt Essen wurde das Wappen mit dem Schwert weitergeführt und fand so Aufnahme in das heutige Essener Stadtwappen. 
Mit der Auflösung des Stifts aufgrund der Säkularisation 1803 gelangte das Schwert wie die übrigen Sakralgegenstände des Domschatzes an die Kirchengemeinde, die aus der Pfarrgemeinde der Stiftsangehörigen hervorgegangen war. In deren Obhut blieb es bis zur Gründung des Bistums Essen 1958.

## Die ursprüngliche Waffe
Eine Erklärung zu den waffentechnischen Fachbegriffen findet sich unter Schwert. 

### Das Schwert
Das Schwert besteht klassisch aus der Klinge, dem Knauf und der Parierstange. Diese Bauteile sind aus Metall gefertigt; lediglich der Schwertgriff war nicht aus Metall, sondern vermutlich aus Holz gearbeitet. Der Griff ist nicht erhalten, die heutige Verzierung ist direkt auf der Angel angebracht.

### Schmiedetechnik

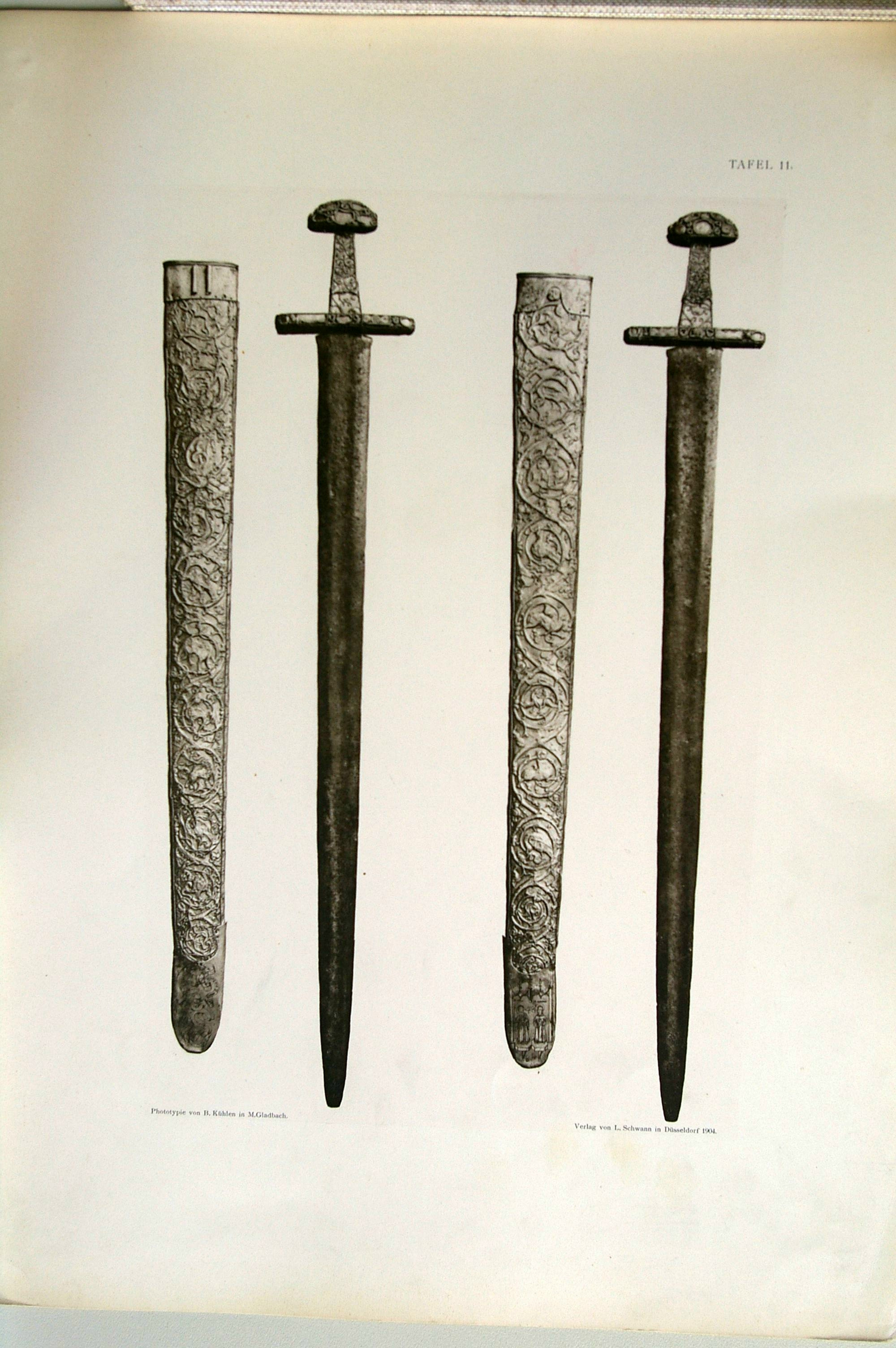
Das Schwert mit Scheide, Vorder- und Rückseite (Abbildung aus dem Tafelwerk von Georg Humann 1904)

Der wichtigste Bauteil des Schwerts ist die Klinge. Sie besteht aus Stahl, der in Damaszenertechnik geschmiedet wurde. Diese Technik stellt eine Verfeinerung der alten Schmiedetechnik des Raffinierens dar. Hierbei wurde der im Rennofen verhüttete unreine Stahl durch mehrfaches Falten, Feuerverschweißen und Ausrecken gereinigt. Damaszenerstahl entsteht dann, wenn Stähle mit unterschiedlichen Legierungen in dieser Weise miteinander verschweißt werden. Nach dem Schleifen der Klinge offenbart ein Ätzvorgang die meist zahlreichen Stahllagen, die vom Ätzmittel (häufig Säuren bzw. aggressive Substanzen) unterschiedlich stark angegriffen wurden. Dabei geht es nicht primär darum, sog. 'weiche' und 'harte' Stähle zu kombinieren, wie oft fälschlich angenommen wird, sondern es werden heute meist zwei oder mehr gut härtbare Stähle kombiniert.
Eine andere Technik, wie sie im frühen Mittelalter (z. B. bei den Wikingern) häufig bei Schwertklingen Anwendung fand, kombinierte einen dekorativen Verbund aus nicht oder nur gering härtbaren Stahlsorten (zu geringer Kohlenstoffgehalt) in der Mitte der Klinge mit einem gut härtbaren Stahl im Bereich der Schneide. Solche Klingenkonstruktionen wiesen eine gute Schnitthaltigkeit auf, waren aber gleichwohl elastisch genug, um die Schockbelastung eines harten Hiebs auf einen festen Gegenstand (Schild, Rüstung etc.) ohne Bruch auszuhalten. Gleichzeitig zeigten solche Schwertklingen ein dekoratives Damastmuster (sog. wurmbunte Klingen). Diese Klingen waren technische Meisterleistungen der Schmiedekunst und naturgemäß von sehr hohem Wert.
Das Klingenblatt des Essener Schwerts wurde genau in dieser kunstvollen und handwerklich aufwändigen Technik hergestellt. Dazu wurden fünf im Querschnitt quadratische Stäbe unterschiedlicher Stahlsorten miteinander so verschweißt, dass sich ein Schlangenornament mit 29 Überkreuzungspunkten ergibt. Der entstandene Block wurde mit einem härtbaren Schneidenstahl zu der Schwertklinge verschweißt.
Nach dem Formschmieden wurde das Schwert ausgekehlt: In der Blattmitte unterhalb der Damaszierung ist es dünner als zu den beiden Schneiden hin. Durch die Hohlkehle (fälschlich „Blutrinne“) ähnelt das Profil der Klinge in dem Bereich einer flachgeschlagenen Acht.

### Schleiftechnik
Im Anschluss an das Schmieden wurde das Schwert geschliffen, im unteren Teil zu seiner normalen flach-rhomboiden Form, im oberen Drittel nahe der Parierstange so tief in der Hohlkehle, dass das Muster des Damasts erkennbar wurde. Dieses Muster ist beim Essener Schwert besonders aufwändig gefertigt: zwei der fünf Stahlstäbe bekamen vor dem Verschweißen Mäntel mit stählernem, dünnstem Rödeldraht. Weder beim Verschmieden noch beim anschließenden Schleifen durfte ein einziger dieser dünnen Drähte durchtrennt werden, um nicht das Muster zu stören. Aufgrund der Materialverluste durch Abbrand beim Verschmieden und durch das Schleifen erforderte das Gelingen dieses Vorhabens ein herausragendes Können und die Erfahrung eines Meisterschmieds. Die besondere Schmiedetechnik der Damaststahleinlage war durch den Anschliff für den kundigen Betrachter erkennbar, der das Schwert als besonders hochwertig identifizieren konnte, was den Status des Trägers unterstrich.
Nach Fertigstellung der Klinge wurde diese mit einer Griffhülse, über deren Aussehen nichts bekannt ist, da sie bei der Umgestaltung der Waffe entfernt wurde, und dem Knauf versehen. Der Besitzer wird es in einer Schwertscheide getragen haben, die heutige Schwertscheide ist nicht die ursprüngliche.

### Einsatz des Schwerts

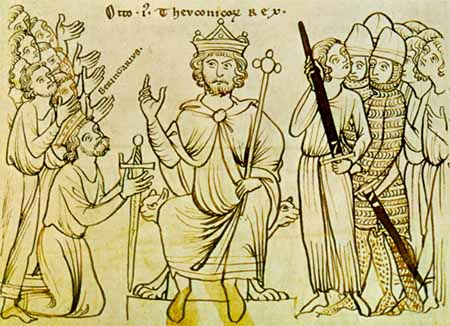
Das Bild demonstriert die Rolle des Schwerts als Machtsymbol: Otto I., ein möglicher Besitzer des Essener Schwerts, empfängt als Zeichen der Unterwerfung ein Schwert vom links knienden König. Der Gefolgsmann Ottos rechts trägt ein Schwert mit der Spitze nach oben als Zeichen der Richtgewalt Ottos, das Essener Schwert wurde in ähnlicher Weise den Äbtissinnen vorangetragen. (Buchmalerei der Mailänder Handschrift (Mailand, Bibliotheca Ambrosiana, Ms. f. 129sup) der Weltchronik des Otto von Freising, um 1200)

Das fertige Schwert war eine funktionale, ausgesprochen gebrauchsfähige und gleichzeitig wertvolle Waffe, die von ihrem Besitzer entsprechend ihrer Bestimmung eingesetzt und sicherlich häufig bei Waffenübungen und wahrscheinlich auch im Ernstfall benutzt worden ist. Die Waffe wurde zwischen Herstellung und Eingliederung in den Stiftschatz mehrfach nachgeschliffen, was auf den intensiven Gebrauch schließen lässt. Wer der Besitzer und vermutlich auch Auftraggeber der Klinge war und wo die Klinge eingesetzt wurde, ist mangels Quellen nicht bekannt. Die Eingliederung in den Stiftsschatz lässt darauf schließen, dass der Besitzer gesellschaftlich hoch gestellt war und die Waffe in wichtigen historischen Konflikten eingesetzt wurde. Da Essen ein ottonisches Hauskloster war, kommen hierfür Otto der Große, Otto II. oder auch der Bruder der Äbtissin Mathilde, Herzog Otto von Schwaben in Betracht. Die populärste Spekulation ist dabei, dass das Schwert von Otto I. in der Schlacht auf dem Lechfeld geführt wurde. Wahrscheinlicher ist jedoch Otto II. als Benutzer, da das Schwert im Zusammenhang mit einer Memorialstiftung für diesen nach Essen gelangte.

## Die Umwidmung zum Kunstwerk

### Technik der Verzierungen
Bei der Umwidmung der Waffe zum Kunstwerk war ein Meister der Goldschmiedetechnik am Werk, der, typisch für den frühmittelalterlichen Künstler, unbekannt ist. Der ursprüngliche Schwertgriff und die Parierstange wurden entfernt. Sodann wurden auf dem Schwertknauf Edelsteine in einfachen Kastenfassungen angebracht, zwischen denen Goldfiligran, teilweise in Form von Halbkügelchen oder spiralförmig gerollten Kegeln, angebracht ist. Der Griff – tatsächlich die Angel des Schwerts – wie auch die Ober- und Unterseite einer neuen Parierstange wurden ebenfalls mit Goldfiligran bedeckt. Die Seiten der Parierstange wurden außerdem mit Goldfiligran und Edelsteinen mit im Zellenschmelzverfahren angefertigten Emailletäfelchen verziert. Diese zeigen Stern- und Palmettenmuster in verschiedenen Farben.

### Die Schwertscheide

Details des Rankendekors der Schwertscheide, gezeichnet von Georg Humann

Den Inhalt der Schwertscheide bilden zwei gewölbte Bretter aus Obstbaumholz, vermutlich Kirsche, mit zugeschärften Kanten. Diese Innenscheide aus Holz ist komplett mit getriebenen Goldplatten besetzt. Die Treibarbeit ist von hoher Handwerkskunst. Den größten Teil der Fläche nimmt Rankenwerk ein, mit sorgfältig verteilten Blättern in fantastischen Formen. Zwischen diesen Ranken hat der Künstler verschiedene fantastische Tiere eingestreut. Mit Ausnahme bestimmter vierfüßiger Tiere, die der Künstler auf der Vorderseite zweimal wiederholt hat, sind sämtliche Ornamente nur einmal verwendet. Auffällig ist, dass das Rankenwerk der Rückseite stärkere Windungen, aber weniger und dünnere Blätter aufweist. Stilistisch deuten die fantastischen Blattformen auf byzantinischen Einfluss, Ranken wie Tiergestalten finden sich ähnlich am Siebenarmigen Leuchter des Essener Münsters.
Der filigrane Schmuck der Scheide hat durch die Jahrhunderte währende Benutzung gelitten, bereits im Mittelalter traten Beschädigungen am Klingenmund und der Spitze auf. Diese häufig beanspruchten Stellen wurden bereits im 15. Jahrhundert durch Silberbleche geschützt, die stilistisch der Spätgotik zuzuordnen sind. Das Ortstück trägt auf der Vorderseite die Abbildung der Heiligen Cosmas und Damian, auf der Rückseite ein geschlungenes Spruchband. Am Mundstück sind zwei Metallösen auf der Rückseite auffällig. Diese sind zu filigran, um als Aufhängung für ein Schwertgehänge zu dienen, wahrscheinlich dienten sie dazu, um das Schwert mittels einer durch die Ösen gezogenen und um den Schwertgriff geschlungenen Schnur in der Scheide zu fixieren.

## Restaurierung und Forschung
Angeregt durch Vermutungen, das Essener Schwert sei ein Vorgänger des Reichsschwerts gewesen, wurde das Schwert ab 1989 in einem interdisziplinären Forschungsprojekt untersucht und restauriert. Beteiligt waren neben Kunsthistorikern Archäologen, Paläobiologen, Ingenieure sowie ein Schmied und Klingensachverständiger. Da in der Vergangenheit hauptsächlich kunsthistorische Untersuchungen zum Goldschmuck der Scheide und des Gefäßes vorgenommen worden waren, war Ziel der Untersuchung, besonders Erkenntnisse zur Klinge und Herkunft des Schwerts zu gewinnen. Oberstes Prinzip war bei diesen Untersuchungen, die Substanz des Schwerts nicht zu mindern, nirgendwo Material abzutragen oder zu zerstören. Dieses wurde durch die Förderung der Thyssen AG, die ihre Laboratorien und Mitarbeiter zur Verfügung stellte, ermöglicht. Weiter war Ziel dieser Untersuchungen, einen Nachbau dieses Schwerts zu fertigen, um dadurch weitere Erkenntnisse zur Schmiedetechnik der Klinge zu gewinnen. Der Nachbau, der durch den Schmied Manfred Sachse geschmiedet wurde, befindet sich heute ebenfalls in der Domschatzkammer.
Da das Schwert niemals, wie die meisten erhaltenen Schwerter, Grabbeigabe war oder als Erdfund auf einem historischen Schlachtfeld gefunden wurde, sondern stets gepflegter Gebrauchsgegenstand oder Objekt sakraler Verehrung war, ist es außergewöhnlich gut erhalten. Der Erhaltungszustand erlaubt es, eine Vielzahl von Rückschlüssen auf seine Fertigung zu ziehen.

### Abmessungen
Das Schwert ist heute etwa 94 cm lang, wovon 80,5 cm auf die Klinge und 13,5 cm auf das Heft entfallen. Die Parierstange hat eine Länge von 14 cm. Die Breite des Klingenblatts an der Parierstange beträgt 5,5 cm, in der Mitte der Klinge 4,5 cm. Ungefähr 10 cm vom Ort (der Klingenspitze) entfernt geht die gleichmäßige Verjüngung der Klinge in eine stärkere Zuspitzung über. Die Länge der Schwertscheide beträgt 82 cm, sie ist am Mundstück 7,5 cm, in der Mitte 6,5 cm und am Ortbeschlag 5,5 cm breit. Die Klinge wiegt 823,8 g, der Knauf 238,7 g und die Parierstange 254,5 g.

### Metallurgische Untersuchungen

Das Schwert in einer radiografischen Aufnahme, deutlich erkennbar das Muster der Damaszierung

Das Schwert wurde in den Laboratorien der Thyssen AG metallurgisch untersucht, wobei alle zerstörungsfreien Untersuchungsmethoden nach dem damaligen Stand der Technik (1988) angewendet wurden, wie
- Durchstrahlungsprüfung (Radiografie),
- Ultraschallprüfung (Sonografie),
- Magnetstreuflussprüfung,
- Farbeindringprüfung,
- Spektrometrische Prüfung.

Weiter wurden Analysen der metallurgischen Bestandteile vorgenommen, die eine Zuordnung der verwendeten Metalle und Verarbeitungs- sowie Gebrauchseigenschaften erlaubten. Der Kohlenstoffgehalt im Stahl des Schwerts liegt im Angelbereich bei 0,7 %, im Ortbereich bei 1,1 %. Das bedeutet, dass der damalige Stahl bereits bei der Herstellung die Qualität eines hochwertigen Werkzeugstahles hatte. Die chemische Zusammensetzung entspricht dem Stahl aus lothringischer Minette.

#### Parierstange
Die Parierstange wies Korrosion und grobe Schleif- und Feilspuren auf, die weitaus weniger sorgfältig als die Klinge nachbearbeitet sind. Die achteckige Aussparung für die Durchführung der Angel ist gefeilt. Die Parierstange wurde an der Klinge durch Körnerhiebe fixiert, um einen Reibschluss zu erzeugen. Merkmale für eine eventuelle Verwendung einer Griffhülse waren nicht zu finden. Die Unterseite der Parierstange zeigt Wachsauflagen, die möglicherweise bei Anbringen der Goldauflagen erfolgten.

#### Knauf
Der Knauf zeigt Korrosion vergleichbar mit der Parierstange. Er ist präzise gelocht für die Angel. Er weist vier Feilkerben an der Knauf-Unterseite für die Befestigung der Goldauflagen auf.

#### Klinge
Die Klinge zeigte eine alte Korrosion, die inaktiv war, also sich durchverrostet zeigt. Es gab unterschiedlich helle und dunkle Partien. Die hellen Partien zeigten intensiven Glanz aus der Politur. Es waren Farbschattierungen vorhanden, die wie eine Marmorierung wirken.
Mehrere Partien der Klinge hatten tiefe Korrosion; diese hat in diesen Partien die ursprüngliche Oberfläche zerstört. Die Regelmäßigkeit der Korrosionsmuster deutete auf unterschiedliche Materialien hin. Mittels Schaben wurde die Oberfläche vorsichtig freigelegt. Durch die folgenden Untersuchungen wurde festgestellt, dass die Ursache der regelmäßigen Korrosionsmuster eine vorher nicht bekannte Damaszierung der Klinge war, die durch die modernen Untersuchungsmethoden wieder erkennbar wurde.
Das Schwert weist ein Gittermuster auf der Oberfläche der Klinge auf, das durch die Damaszierung hervorgerufen wird. Diese besteht aus fünf verflochtenen viereckigen Metallstäben, die aus drei Drähten von je 1,5 mm Durchmesser, ein Draht als Seele, von den beiden anderen umwickelt, geschmiedet worden waren. Der eine Umwicklungsdraht besteht aus hoch kohlenstoffhaltigem Stahl, der andere aus kohlenstoffarmem Eisen. Diese Stäbe wurden in einem Gittermuster verflochten und verschweißt. Im Ergebnis zeigt sich ein Muster aus Schrägkreuzen, bei dem die einzelnen Linien, die von den Stäben gebildet wurden, durch die unterschiedlichen Drahtsorten abwechselnd hell und dunkel schraffiert erschienen. Der gesamte entstandene Zierblock wurde dann mit der Klinge verschweißt. Die linienförmigen Schweißnähte sind mit Unvollkommenheiten erkennbar, die die Begrenztheit damaliger Herstellungstechnik zeigen und die vor der Korrosion auch sichtbar gewesen sind. Die ursprünglichen Effekte der Drahtwicklungen waren durch Magnetpulverprüfungen sichtbar zu machen. Zur Herstellung dieses Musters und seiner Verschmiedung in der Klinge müssen hoch spezialisierte Kenntnisse und Berechnungen des Schmiede-Abbrands vorgenommen worden sein. Sowohl beim Verschweißen der Stäbe als auch beim späteren Spiegelschliff war sorgsam darauf zu achten, von den dünnen Ummantelungsdrähten keinen zu beschädigen, um nicht das Muster zu zerstören. Die Anfertigung der Rekonstruktion des Schwerts im Originalzustand ergab einen extrem hohen Grad an schmiedetechnischen Problemen bei dieser Partie der Klinge.
Die Schwertklinge weist keine angesetzten Schneiden auf; die Klinge besteht mit Ausnahme der Einlagearbeit aus einem Stück Material. Beim Klingenmaterial handelt es sich um Damaszener-Stahl, vielfach gefaltet und verschmiedet. Die Anzahl der Faltungen ließ sich nicht mehr rekonstruieren; in der Reproduktion ergab das mehrfache Teilen und Neuverschmieden letztlich eine Lagenzahl vom mehr als 300, und die Eigenschaften der Reproduktion zeigen, dass das ursprüngliche Schwert eine ähnliche Anzahl von Stahllagen enthält.
Die Klingenschultern (der Übergang vom breiten Klingenblatt zur Angel) weisen eine ungewöhnliche, unregelmäßige Form auf. An ihrer Breite war der Substanzverlust durch häufiges Nachschärfen deutlich erkennbar: Gemessen wurde eine maximal 63 mm breite Klinge, die knapp 2 cm unterhalb der Schultern nur noch 55 mm breit ist. Die Klingenschultern sind 10 mm tief in die Parierstange eingelassen, was ungewöhnlich ist, da die wesentlich einfacher gestaltete Parierstange so die Ornamente der Klinge teilweise verdeckt. Es ist daher wahrscheinlich, dass die heutige Parierstange nicht die ursprüngliche ist, da die Ornamentik der Klinge ein äußeres Zeichen für deren Qualität war und die meisterliche Arbeit den Status des Trägers unterstrich. Der Schwertschmied, der ursprünglich die Klinge schuf, hätte die Parierstange sicher nicht in dieser Art befestigt.
Die Ortpartie findet sich ebenso nicht in ihrer ursprünglichen Gestalt. Es fehlt Länge und die ursprünglich vorhandene Schwertspitze. Wahrscheinlich gingen diese beim vielfachen Nachschärfen verloren, das durch einen intensiven Gebrauch der Waffe vor ihrer Umgestaltung notwendig gewesen war. Aufgrund der starken Verjüngung der Klinge zum Ort hin und dem weit zum Gefäß gerückten Schwerpunkt der Klinge war anzunehmen, dass das Essener Schwert nicht mehr primär Hiebwaffe war. Es wird daher im Ursprungszustand über eine ausgeprägte Spitze verfügt haben.

### Zustand von Scheide und Griff
Die Schwertscheide besteht aus zwei gewölbten hölzernen Scheidenbrettern, die am Rand mit einer größeren Anzahl Metallstiften aneinander geheftet sind. Bekleidet sind die Außenseiten der Scheidenbretter mit zwei Streifen verzierten Goldblechs, die seitlich von sieben V-förmig geknickten Kantenstreifen aus vergoldetem Silberblech gehalten werden. Befestigt sind diese durch Stifte aus vergoldetem Silber und Messing. Mundstück und Ortstück sind aus vergoldetem Silber.
Zur Untersuchung der Scheidenbretter wurden Mund- und Ortstück abgelöst. Die Scheidenbretter zeigten sich an den Enden verwittert und insbesondere am Ort stark abgestoßen. Ein abgewittertes Holzstück wurde an das Institut für Ur- und Frühgeschichte der Universität Kiel zur paläobiologischen Untersuchung übersandt. Diese ergab, dass es sich um Obstbaumholz, wahrscheinlich Kirsche, handelt. Eine Innenverkleidung der Schwertscheide aus Fellstreifen, die üblicherweise ein Herausgleiten der Klinge verhindern, fehlt.
Am oberen Ende der Scheidenbretter waren Streifen unterschiedlicher Entfärbung des Holzes durch Verwitterung erkennbar: Unterhalb des oberen Randes befand sich ein etwa 1 cm breiter, stark entfärbter Streifen, darunter eine Zone von etwa zwei Zentimeter Breite, der deutlich frischer wirkt, unter diesem beginnt der Bereich, wo das Holz durch die Scheidenbeschläge dauerhaft geschützt war. Hieraus wird geschlossen, dass die goldenen Scheidenbeschläge ursprünglich länger waren und auch den weniger entfernten Bereich schützten. Die Verkürzung dürfte im Zusammenhang mit der Anpassung von Ort- und Mundstück geschehen sein. Die Scheidenbretter sind daher älter als diese hochgotischen Ausbesserungen. Eine präzisere Altersbestimmung durch Dendrochronologie war nicht möglich, hierfür fehlt eine ausreichende Anzahl Jahresringe auf den Brettern wie auch Vergleichstabellen. Die Radiokohlenstoffdatierung versprach ebenfalls keinen Erfolg, da Steinobstgewächse sehr langlebig sind und diese Messmethode unterschiedliche Ergebnisse für Holz aus der Baummitte und rindennahes Holz liefert.
Die Reliefs der Scheidenbeschläge waren getrieben. Diese sind zu großen Teilen zerdrückt, weil bei einer zeitgenössischen Ausbesserung vergessen wurde, Polstermaterial, möglicherweise Filz oder Rohwolle, hinter den getriebenen Goldblechverzierungen wieder einzulegen. Als Beleg hierfür wird angeführt, dass die V-förmigen Kantenbeschläge, die die Goldbleche halten, ältere Nagellöcher in den Goldblechen verdecken, was darauf schließen lässt, dass die Scheide ursprünglich einen durch die jetzt fehlende Polsterung größeren Umfang besaß.
Besonders stark zerdrückt sind die Treibarbeiten im Bereich der dritten Rankenwindung der Rückseite und der dritten und vierten Rankenspirale der Vorderseite. Diese Stellen befinden sich dort, wo die Schwertscheide auf dem Unterarm eines Trägers aufliegen würde, sind also mutmaßlich Gebrauchsspuren aus der Zeit, als das Schwert als Zeremonialschwert verwendet wurde.
Am Griff ist der untere Teil der Umkleidung der Angel eine spätere Ausbesserung, was daran erkennbar ist, dass dort die Ranken durch tordierten Golddraht gebildet sind. Am oberen Teil befindet sich wie am Knauf Ranken aus geperltem Golddraht. Von den am Knauf angebrachten Edelsteinen sind sämtliche der Rückseite und zwei der Vorderseite verloren gegangen; an der Parierstange fehlen drei der vier Emailtäfelchen, zwei vorne, eine hinten.
Insgesamt sind die Schäden am Schmuck des Schwerts durch den Gebrauch als Zeremonialschwert entstanden; das Schadenbild deckt sich genau mit den Berichten über die Verwendung.

### Formenkundliche Analyse
Aus dem 10. Jahrhundert ist eine Vielzahl Schwerter erhalten, zumeist als Bodenfunde. Das Essener Schwert konnte daher mit anderen Schwertern seiner Zeit verglichen werden. Beim Essener Schwert sind Schneiden und Hohlkehlen voneinander abgesetzt, eine gängige Gestaltungstechnik im Hochmittelalter. Das Schwert war dadurch als eindeutig später als karolingerzeitlich zu datieren. Der Klingenquerschnitt ist mehrfach verändert: die Klinge ist längsoval im Bereich der Klingenwurzel, sechskantig im dekorierten Klingendrittel, und in der Ortpartie existiert eine beidseitige Hohlkehle. Es ist kein älteres Schwert bekannt, das eine solche Gliederung aufweist, die später zum Regelfall wurde. Diese Art der Gliederung wird zur Erstellungszeit des Schwerts entwickelt worden sein. Die Klinge stammt aus der zweiten Hälfte des 10. Jahrhunderts, die chemische Zusammensetzung des Stahls wie auch die Damaszierung lassen eine Fertigung im Frankenreich als wahrscheinlich erscheinen.

### Zusammenfassung
Neben der bekannten Bedeutung des Schwerts als Kunstobjekt ergab die wissenschaftliche Untersuchung, dass das Essener Zeremonialschwert eine zuvor unbekannte Damaszierung besitzt. Die Massivtechnik der Damastarbeit ist ein Einzelfall. Eine Verwendung von Drähten zur Erzielung von Damasteffekten ist von anderen Klingen nicht bekannt, die Verwendung tordierter Damaste für Inschriften, Marken und Ornamente ist zu dieser Zeit eher eine Ausnahme, üblicher waren aufgelagerte Damaste. Die meisterhafte Schmiedearbeit des Essener Schwerts stellt mit der anspruchsvollen Technik und der Gestaltung der subtilen Damasteffekte einen Höhepunkt europäischer Damaszierungen dar.